# Lidianny Echevarría
Lidianny Echevarría Benítez (Artemisa, 19 maart 1996), spelersnaam Lidy, is een Cubaans beachvolleyballer. Ze nam eenmaal deel aan de Olympische Spelen.

## Carrière
Lidy debuteerde in 2015 in de NORCECA Beach Volleyball Tour waar ze met verschillende partners aan vier toernooien deelnam. Met zowel Yanisleidis Sánchez als Leila Martínez behaalde ze een tweede plaats bij de toernooien in respectievelijk Punta Cana en Cuba. Het jaar daarop eindigde ze met Sánchez tweemaal op het podium; het duo won in Varadero en werd tweede in Tamarindo. Het seizoen erna partnerde Lidy met Leila. In de continentale competitie boekten ze twee overwinningen (La Paz en Grand Cayman) en een tweede plaats (Varadero). Daarnaast deden ze mee aan de wereldkampioenschappen in Wenen; daar bereikte het duo de achtste finale die verloren werd van Brandie Wilkerson en Heather Bansley uit Canada. Na afloop behaalden ze in de FIVB World Tour ook een negende plaats in Qinzhou.
In 2019 en 2021 vormde Lidy wederom een team met Sánchez. Het eerste seizoen waren ze actief op vier NORCECA-toernooien met drie tweede plaatsen (Boca Chica, Hato Mayor en Jamaica) en een derde plaats (Varadero) als resultaat. Twee jaar later namen ze deel aan drie opeenvolgende World Tour-toernooien in Cancun waarbij ze eenmaal als vijfde eindigden. Vervolgens deed Lidy met Leila mee aan de Olympische Spelen in Tokio. Ze bereikten via de tussenronde – die gewonnen werd van de Nederlandsen Katja Stam en Raïsa Schoon – de achtste finale, waar ze werden uitgeschakeld door de latere olympisch kampioenen April Ross en Alix Klineman. Het seizoen daarop wonnen Lidy en Leila in Varadero en namen ze deel aan de WK in Rome waar ze in de tussenronde werden uitgeschakeld door Esmée Böbner en Zoé Vergé-Dépré uit Zwitserland.

## Palmares
Kampioenschappen
- 2017: 9e WK
- 2021: 9e OS